# Bundesamt zur Korruptionsprävention und Korruptionsbekämpfung

Das BAK ist in der Meidlinger Kaserne untergebracht

Das Bundesamt zur Korruptionsprävention und Korruptionsbekämpfung, kurz BAK, ist eine Organisationseinheit des Bundesministeriums für Inneres, welches mittels des Bundesgesetzes über das Bundesamt zur Korruptionsprävention und Korruptionsbekämpfung (BAK-G) geregelt ist. Mit dem Jahr 2010 löste das BAK das vormals bestehende Büro für Interne Angelegenheiten (BIA) ab.

## Allgemeines
Das BAK ist organisatorisch außerhalb der Generaldirektion für die öffentliche Sicherheit angesiedelt und bundesweit zuständig für
- die Vorbeugung, Verhinderung und Bekämpfung von Korruption,
- die enge Zusammenarbeit mit der Wirtschafts- und Korruptionsstaatsanwaltschaft (WKStA)
- die Wahrnehmung zentraler Funktionen im Bereich der sicherheits- und kriminalpolizeilichen Zusammenarbeit mit ausländischen und internationalen Anti-Korruptionseinrichtungen
- Ermittlungen im Zusammenhang mit Misshandlungsvorwürfen gegen Polizistinnen und Polizisten
- kriminalpolizeiliche Ermittlungen bei Ausübung unmittelbarer Zwangsgewalt mit Todesfolge sowie lebensgefährdendem Waffengebrauch

## Organisation
Das BAK wird vom Direktor, Otto Kerbl bzw. bei seiner Verhinderung von einem stellvertretenden Direktor geleitet. Diese werden nach einer Anhörung durch die Präsidenten des Verfassungsgerichtshofs, des Verwaltungsgerichtshofs und des Obersten Gerichtshofs für eine Funktionsperiode von zehn Jahren vom Innenminister bzw. der Innenministerin bestellt, Wiederbestellungen sind möglich. Jede Nebenbeschäftigung ist dem Direktorium untersagt, mit Ausnahme von Publikationen und Tätigkeiten im Bereich der Lehre.
Das BAK gliedert sich in vier Abteilungen, innerhalb dieser Abteilungen in einzelne Referate:
- Abteilung III/BAK/1 – Ressourcen, Support und Recht
- Abteilung III/BAK/2 – Prävention, Edukation und internationale Zusammenarbeit
- Abteilung III/BAK/3 – Operativer Dienst
- Abteilung III/BAK/4 – Ermittlungs- und Beschwerdestelle Misshandlungsvorwürfe (EBM)

Derzeit beschäftigt das BAK rund 150 Mitarbeiterinnen und Mitarbeiter.

## Rechtliche Grundlagen
Das Bundesgesetz über die Einrichtung und Organisation des Bundesamts zur Korruptionsprävention und Korruptionsbekämpfung (BAK-G), welches am 1. Jänner 2010 in Kraft getreten ist und zuletzt mit BGBl. I Nr. 107/2023 novelliert wurde, bildet die Rechtsgrundlage für das Bundesamt zur Korruptionsprävention und Korruptionsbekämpfung (BAK).
Mit diesem Bundesgesetz kommt Österreich internationalen Vorgaben bzw. Verpflichtungen hinsichtlich der Etablierung von unabhängigen nationalen Einrichtungen zur Korruptionsprävention und -bekämpfung nach. Insbesondere das von Österreich am 11. Jänner 2006 ratifizierte Übereinkommen der Vereinten Nationen gegen Korruption (United Nations Convention against Corruption, UNCAC) fordert die Vertragsstaaten in Art. 6 und 36 zur Schaffung solcher Behörden auf. Das BAK ist in diesem Sinne sowohl eine Präventionsdienststelle nach Art. 6 als auch eine „Law Enforcement“-Einrichtung nach Art. 36 der UNCAC.
Die Aufgaben des BAK sind unter §4 BAK-G geregelt:
§ 4.
(1) Das Bundesamt ist bundesweit für sicherheits- und kriminalpolizeiliche Angelegenheiten wegen folgender strafbarer Handlungen zuständig:
1. Missbrauch der Amtsgewalt (§ 302 des Strafgesetzbuches – StGB, BGBl. Nr. 60/1974),
2. Bestechlichkeit (§ 304 StGB),
3. Vorteilsannahme (§ 305 StGB),
4. Vorteilsannahme zur Beeinflussung (§ 306 StGB),
5. Bestechung (§ 307 StGB),
6. Vorteilszuwendung (§ 307a StGB),
7. Vorteilszuwendung zur Beeinflussung (§ 307b StGB),
8. Verbotene Intervention (§ 308 StGB),
8a. Verletzung des Amtsgeheimnisses (§ 310 StGB),
8b. Verstöße gegen § 18 Informationsordnungsgesetz, BGBl. I Nr. 102/2014,
9. Untreue unter Ausnützung einer Amtsstellung oder unter Beteiligung eines Amtsträgers (§§ 153 Abs. 3, 313 oder in Verbindung mit § 74 Abs. 1 Z 4a StGB),
9a. Missbräuchliche Verwendung von Mitteln und Vermögenswerten zum Nachteil der finanziellen Interessen der Europäischen Union (§ 168g StGB),
10. Geschenkannahme durch Machthaber (§ 153a StGB),
11. Wettbewerbsbeschränkende Absprachen bei Vergabeverfahren (§ 168b StGB) und Schwerer Betrug (§ 147 StGB) sowie Gewerbsmäßiger Betrug (§ 148 StGB) auf Grund einer solchen Absprache,
12. Geschenkannahme und Bestechung von Bediensteten oder Beauftragten (§ 309 StGB),
13. Geldwäscherei (§ 165 StGB), soweit die Vermögensbestandteile aus einem in Z 1 bis 8, Z 9, Z 9a, Z 11 zweiter und dritter Fall und Z 12 genannten Vergehen oder Verbrechen herrühren, Kriminelle Vereinigung oder Kriminelle Organisation (§§ 278 und 278a StGB), soweit die Vereinigung oder Organisation auf die Begehung der in Z 1 bis 8, Z 9, Z 9a und Z 11 zweiter und dritter Fall genannten Vergehen oder Verbrechen ausgerichtet ist,
14. strafbare Handlungen nach dem StGB sowie nach den strafrechtlichen Nebengesetzen, soweit diese mit Z 1 bis 13 in Zusammenhang stehen und soweit diese über schriftlichen Auftrag eines Gerichtes oder einer Staatsanwaltschaft vom Bundesamt zu verfolgen sind,
15. strafbare Handlungen nach dem StGB sowie nach den strafrechtlichen Nebengesetzen von öffentlich Bediensteten aus dem Ressortbereich des Bundesministeriums für Inneres, soweit diese über schriftlichen Auftrag eines Gerichtes oder einer Staatsanwaltschaft vom Bundesamt zu verfolgen sind.
In den Fällen der Z 11 bis 13 kommt eine Zuständigkeit des Bundesamtes nur dann in Betracht, wenn die genannten Straftaten gemäß § 28 Abs. 1 2. Satz StGB für die Bestimmung der Strafhöhe maßgeblich sind.
(2) Das Bundesamt ist für die Zusammenarbeit bei Ermittlungen im Rahmen der internationalen polizeilichen Kooperation und Amtshilfe in den im Abs. 1 genannten Fällen zuständig. Darüber hinaus ist das Bundesamt für die Zusammenarbeit mit ausländischen Behörden und internationalen Einrichtungen auf dem Gebiet der Korruptionsprävention und Korruptionsbekämpfung im Allgemeinen, insbesondere den Austausch von Erfahrungen auf diesem Gebiet, zuständig. § 4 Abs. 1 Bundeskriminalamt-Gesetz, BGBl. I Nr. 22/2002, bleibt unberührt.
(3) Das Bundesamt hat im Rahmen der Erforschung und Analyse von Korruptionsphänomenen Erkenntnisse über deren Vorbeugung, Verhinderung und Bekämpfung zu gewinnen und diese in geeignete Präventionsmaßnahmen umzusetzen.
(4) Das Bundesamt ist bundesweit für kriminalpolizeiliche Ermittlungen zuständig bei Ausübung unmittelbarer Zwangsgewalt mit Todesfolge sowie lebensgefährdendem Waffengebrauch (§ 7 Waffengebrauchsgesetz 1969, BGBl. Nr. 149/1969) durch
1. Organe des öffentlichen Sicherheitsdienstes, soweit es sich um Bedienstete des Bundes handelt,
2. sonstige Bedienstete der Direktion Staatsschutz und Nachrichtendienst (§ 2b Abs. 2 Staatsschutz- und Nachrichtendienst-Gesetz [SNG], BGBl. I Nr. 5/2016) sowie
3. sonstige Bedienstete des Bundesministeriums für Inneres oder diesem nachgeordneter Dienststellen, die zur Ausübung von Befehls- und Zwangsgewalt ermächtigt sind.
(5) Das Bundesamt ist darüber hinaus bundesweit für Ermittlungen im Zusammenhang mit Misshandlungsvorwürfen gegen Organe oder Bedienstete gemäß Abs. 4 Z 1 bis 3 zuständig. Ein Misshandlungsvorwurf ist der Verdacht oder Vorwurf einer
1. vorsätzlichen strafbaren Handlung gegen Leib und Leben im Rahmen einer dienstlichen Tätigkeit ohne Zusammenhang mit der Ausübung unmittelbarer Zwangsgewalt,
2. strafbaren Handlung gegen Leib und Leben, wenn ein hinreichender Grund für die Annahme besteht, dass diese auf eine unverhältnismäßige Ausübung unmittelbarer Zwangsgewalt (§§ 4 bis 6 Waffengebrauchsgesetz 1969) zurückzuführen ist, oder
3. unmenschlichen oder erniedrigenden Behandlung im Rahmen einer dienstlichen Tätigkeit.
Eine Zuständigkeit des Bundesamtes besteht nicht, wenn sich ein Misshandlungsvorwurf gemäß Abs. 5 Z 3 auf ein Verhalten gegenüber einem Bediensteten des Ressortbereichs des Bundesministeriums für Inneres bezieht und kein Anfangsverdacht gemäß § 1 Abs. 3 der Strafprozeßordnung 1975 (StPO), BGBl. Nr. 631/1975, vorliegt.

## Weisungen, Beauftragungen und Meldepflichten
Weisungen
Weisungen an das Bundesamt zur Sachbehandlung in einem bestimmten Verfahren sind schriftlich zu erteilen und zu begründen. Eine aus besonderen Gründen, insbesondere wegen Gefahr im Verzug, vorerst erteilte mündliche Weisung ist unverzüglich schriftlich nachzureichen (geregelt unter §7 BAK-G).
Beauftragungen von Dienststellen
Das BAK kann andere Dienststellen aus Zweckmäßigkeitsgründen mit der Durchführung einzelner Ermittlungen beauftragen oder, wenn kein besonderes öffentliches Interesse an der Straftat an sich oder der Person, gegen die ermittelt wird, besteht, Ermittlungen in ihrer Gesamtheit übertragen (§6 BAK-G).
Meldepflicht
Die Sicherheitsbehörden oder -dienststellen, die von einer Straftat, die in die Zuständigkeit des BAK fällt, Kenntnis erlangen, haben diese unverzüglich schriftlich dem BAK zu melden (Erlass zur Einrichtung und Organisation des BAK).
Jeder Bundesbedienstete kann den Verdacht einer Straftat, die in die Zuständigkeit des BAK fällt, auch außerhalb des Dienstweges direkt an das BAK melden. (§5 BAK-G)

## Ermittlungsverfahren
Hinweise zu Korruptionsfällen können über das Whistleblower-Tool der WKSTA oder auch beim SPOC (Single Point of Contact) im BAK (sowie bei jeder Polizeidienststelle) gemeldet werden. Langt beim BAK ein solcher Hinweis ein und ergibt sich daraus ein Anfangsverdacht, dass eine Straftat begangen worden ist, hat das BAK in Zusammenarbeit mit der Staatsanwaltschaft die Verpflichtung, den ihr zur Kenntnis gelangten Anfangsverdacht in einem Ermittlungsverfahren von Amts wegen aufzuklären. Das BAK ist aber in jedem Fall verpflichtet, der zuständigen Staatsanwaltschaft über den eingegangenen Hinweis zu berichten, auch wenn aus Sicht des BAK kein Anfangsverdacht vorliegt oder Zweifel am Vorliegen eines Anfangsverdachts bestehen. Die Ermittlungsergebnisse werden in regelmäßigen Abständen in Form von Berichten an die (WK)StA übermittelt, die gegebenenfalls noch weitere Aufträge erteilen kann. Sind die Ermittlungen abgeschlossen, übermittelt das BAK einen Abschlussbericht an die (WK)StA. Die Staatsanwaltschaft entscheidet, ob sie diesen Antrag vor Gericht bringt, also Anklage erhebt, oder einstellt.
Ermittlungsbefugnisse
Das BAK verfügt über keinerlei Sonderrechte und ist, wie jede kriminalpolizeiliche Dienststelle auch, an die einschlägigen sicherheitspolizeilichen und strafprozessualen Bestimmungen gebunden, d. h. Ermittlungsmaßnahmen sind beispielsweise Einvernahmen, Hausdurchsuchungen, Telekommunikationsüberwachungen, Observationen etc.
Das BAK kann andere Dienststellen (z. B. Landeskriminalämter, Polizeiinspektionen) mit der Durchführung einzelner Ermittlungshandlungen oder der Ermittlung insgesamt betrauen, wenn dies zweckmäßig ist.

## Rechtsschutz
Gemäß § 8 BAK-G ist zur Wahrnehmung des besonderen Rechtsschutzes im Hinblick auf Sachverhalte im Zusammenhang mit der Tätigkeit des Bundesamtes beim BM.I eine Rechtsschutzkommission bestehend aus dem Rechtsschutzbeauftragten nach § 91a SPG und zwei weiteren Mitgliedern eingerichtet.
Die weiteren Mitglieder werden vom Bundespräsidenten auf Vorschlag der Bundesregierung nach Anhörung der Präsidenten des Verfassungsgerichtshofes, des Verwaltungsgerichtshofes und des Obersten Gerichtshofes für die Dauer von fünf Jahren bestellt. Wiederbestellungen sind ebenfalls zulässig.
Zum weiteren Mitglied darf nicht bestellt werden, wer in den letzten zwölf Jahren Direktor oder Stellvertreter des Bundesamtes war.
Aufgabe der Rechtsschutzkommission ist es, ihr zur Kenntnis gebrachten, nicht offensichtlich unbegründeten Vorwürfen nachzugehen, soweit den Betroffenen kein Rechtsmittel zur Verfügung steht. Sämtliche Mitglieder der Rechtsschutzkommission sind bei der Besorgung ihrer Aufgaben unabhängig und an keine Weisungen gebunden, auch unterliegen sie der Amtsverschwiegenheit.

## Unabhängiger Beirat Ermittlungs- und Beschwerdestelle Misshandlungsvorwürfe
Zur Stärkung der Unabhängigkeit der EBM wurde gem. § 4a BAK-G im BMI ein unabhängiger Beirat eingerichtet. Dieser multiprofessionelle EBM-Beirat agiert weisungsfrei (Art. 20 Abs. 2 Z 2 B-VG), unterliegt der Amtsverschwiegenheit und den sonstigen Geheimhaltungspflichten und kann organisatorisch-institutionell unabhängig in der Abteilung BMI III/S/1 (Abteilung für Grund- und menschenrechtliche Angelegenheiten) in den eigens zur Verfügung gestellten Räumlichkeiten seinen Aufgabenbereichen nachkommen.

## Korruptionsprävention
Das BAK hat den gesetzlichen Auftrag, im Rahmen der Analyse von Korruptionsphänomenen Erkenntnisse über deren Vorbeugung, Verhinderung und Bekämpfung zu erstellen und diese in geeignete Präventionsmaßnahmen umzusetzen.
Nach dem Verständnis des BAK umfasst Korruptionsprävention alle Maßnahmen, die darauf abzielen, Korruption zu verhindern. Das BAK bedient sich eines umfassenden, evidenzbasierten und auf nachhaltige Wirkung ausgerichteten Instrumentariums an entsprechenden Maßnahmen.
Präventionsprojekte
Bei der Durchführung von Präventionsprojekten werden Erkenntnisse aus der wissenschaftlichen Ursachen- und Grundlagenforschung in konkrete Präventionsempfehlungen umgesetzt. Themenfelder für die Präventionsprojekte ergeben sich unter anderem aus im Ermittlungsbereich bearbeiteten und abgeschlossenen Fällen, die auf korruptionsgefährdete Bereiche hinweisen.
Integritätsbeauftragten-Netzwerk
Zur Förderung integren Verhaltens von öffentlich Bediensteten etabliert das BAK ein Integritätsbeauftragtennetzwerk und bildet Mitarbeiter des öffentlichen Dienstes zu Experten für Fragen der Integritätsförderung und Korruptionsprävention aus. Diese Integritätsbeauftragten sollen in ihren Organisationseinheiten als Multiplikatoren des Integritätsgedanken fungieren.

## Publikationen
Korruption und Amtsmissbrauch
Grundlagen, Definitionen und Beispiele zu den §§ 302, 304 bis 311 StGB sowie weitere praxisrelevante Tatbestände im Korruptionsbereich, ISBN 978-3-214-03875-5